# 太田忍
太田忍（日语：／ Ōta Shinobu，1993年12月28日—）生于青森县三户郡，是一名日本古典式摔跤运动员，2016年毕业于日本体育大学后，加入综合警备保障。他因身手敏捷而有着“忍者摔跤手”的外号。2016年里约奥运，太田在古典式摔跤59公斤级项目上获得银牌，尽管未能摘金，他仍成为继2000年奥运银牌得主永田克彦之后的又一位在奥运古典式摔跤项目上闯入决赛的日本选手。